# تشراغلو
تشراغلو هي قرية في مقاطعة شبستر، إيران. عدد سكان هذه القرية هو 47 في سنة 2006.